# Giš-rin
gišrin (rin, babylonische Kurzform RIN, Waage; akkadisch zibanitu, Waage) ist die sumerische Bezeichnung des Tierkreiszeichens Waage. Das Sternbild war bereits Teil der MUL.APIN-Serie Weg des Mondes, der 18 astronomische Konstellationen umfasst. Dort führte die Waage als zehntes Sternbild auch die Beinamen Horn/Scheren des Skorpions und Stern des Sonnengottes Šamaš. 
In der geografischen Verortung bezieht sich der akkadische Name zibanitu auf die Stadt Sippar. Das babylonische Sternbild RIN bestand aus den Sternen RIN-ša-SI (nördliche Waage) und RIN-ša-U18 (südliche Waage). In den astrologisch-babylonischen Texten wurde RIN auch mit dem Planeten Saturn (Lubat-saguš) als „Stern der Sonne“ gleichgesetzt, da Saturn im Sternbild Waage sein Hypsoma erreicht, und in der babylonischen Astronomie als „geheimer Ort“ beziehungsweise „verborgener Ort“ bezeichnet.